# Nederlandse kampioenschappen schaatsen afstanden 2022 - 1000 meter mannen
De 1000 meter mannen op de Nederlandse kampioenschappen schaatsen afstanden 2022 werd op zondag 31 oktober 2021 in ijsstadion Thialf te Heerenveen verreden. Het kampioenschap ging over twee omlopen, waarbij elke schaatser éénmaal in de binnenbaan en éénmaal in de buitenbaan startte, die bij elkaar opgeteld werden.
Titelverdediger was Thomas Krol, maar Kai Verbij onttroonde hem en won na de 500 meter zijn tweede titel dit toernooi.

## Uitslag
| #      | Schaatser             | Tijd    |
| ------ | --------------------- | ------- |
| Goud   | Kai Verbij            | 1.07,69 |
| Zilver | Hein Otterspeer       | 1.07,82 |
| Brons  | Thomas Krol           | 1.07,87 |
| 4      | Kjeld Nuis            | 1.07,88 |
| 5      | Merijn Scheperkamp    | 1.08,10 |
| 6      | Tijmen Snel           | 1.08,46 |
| 7      | Dai Dai N'tab         | 1.08,64 |
| 8      | Serge Yoro            | 1.08,70 |
| 9      | Wesly Dijs            | 1.08,75 |
| 10     | Louis Hollaar         | 1.08,89 |
| 11     | Tjerk de Boer         | 1.09,14 |
| 12     | Tim Prins             | 1.09,15 |
| 13     | Lennart Velema        | 1.09,36 |
| 14     | Janno Botman          | 1.09,46 |
| 15     | Thomas Geerdinck      | 1.09,55 |
| 16     | Gijs Esders           | 1.09,63 |
| 17     | Joep Wennemars        | 1.09,82 |
| 18     | Joost van Dobbenburgh | 1.10,28 |
| 19     | Chris Fredriks        | 1.10,53 |
| 20     | Jur Veenje            | 1.10,87 |
| 21     | Gert Wierda           | 1.10,95 |
| 22     | Niels D'Huy           | 1.10,99 |
| 23     | Joep Kalverdijk       | 1.11,13 |
| 24     | Sebas Diniz           | 1.11,88 |

1987 · 
1988 · 
1989 · 
1990 · 
1991 · 
1992 · 
1993 · 
1994 · 
1995 · 
1996 · 
1997 · 
1998 · 
1999 · 
2000 · 
2001 · 
2002 · 
2003 · 
2004 · 
2005 · 
2006 · 
2007 · 
2008 · 
2009 · 
2010 · 
2011 · 
2012 · 
2013 · 
2014 · 
2015 · 
2016 · 
2017 · 
2018 · 
2019 · 
2020 · 
2021 · 
2022 · 
2023 · 
2024 · 
2025